# Камія Каору
Камі́я Као́ру (яп. 神谷 薫) — головна героїня манґи та аніме-серіалу Rurouni Kenshin.
Вацукі Нобухіро створив Каору як об'єкт кохання та прихильності головного героя манґи, Хімури Кеншіна.
Згідно з сюжетом, молода жінка Камія Каору є власницею невеликого доджьо (школи фехтування) в Токіо. Бандити, які вирішили оволодіти землею, де знаходиться школа, дискредитують доджьо, і воно починає поступово втрачати учнів. Зловмисники змушують Каору підписати договір, за яким вона віддає свою землю в їх власність. Але Хімура Кеншін перемагає бандитів та рятує хазяйку доджьо.
З часом Каору починає відчувати романтичні почуття до Кеншіна та в фіналі стає його дружиною та матір'ю його сина Кенджі.
Серед читачів манґи Каору мала середню популярність: у офіційних рейтингах персонажів, які підраховуються журналом Shonen Jump, вона зазвичай входила в першу десятку, займаючи місця не вище четвертого, але і не нижче сьомого.
Рецензенти та оглядачі відзначали дівочу чарівність та завзяття героїні, але критикували її за слабкість та безпорадність, що робить з неї класичний сюжетний штамп «діва в біді».
Існують різноманітні колекційні предмети з зображенням Каору, такі як брілки для ключів, плюшеві іграшки, напульсники та постери.